# Березовка (Большеглушицкий район)
Березовка — село в Большеглушицком районе Самарской области России. Входит в состав сельского поселения Большая Дергуновка.

## География
Село находится в юго-восточной части Самарской области, в пределах Сыртовой равнины Низменного Заволжья, в степной зоне, на правом берегу реки Большой Иргиз, на расстоянии примерно 4 километров (по прямой) к северо-западу от села Большая Глушица, административного центра района. Абсолютная высота — 47 метров над уровнем моря.
Климат
Климат характеризуется как континентальный, засушливый, с жарким сухим летом и холодной малоснежной зимой. Среднегодовая температура воздуха — 4,7 °С. Средняя температура воздуха самого тёплого месяца (июля) — 21,6 °C (абсолютный максимум — 41 °C); самого холодного (января) — −12,7 °C (абсолютный минимум — −46 °C). Среднегодовое количество атмосферных осадков составляет 420 мм, из которых большая часть (277 мм) выпадает в период с апреля по октябрь. Снежный покров образуется в конце ноября и держится в течение 136 дней.
Часовой пояс
Село Березовка, как и вся Самарская область, находится в часовой зоне МСК+1. Смещение применяемого времени относительно UTC составляет +4:00.

## Население
| 2010 |
| ---- |
| 84   |

Половой состав
По данным Всероссийской переписи населения 2010 года в гендерной структуре населения мужчины составляли 45,2 %, женщины — соответственно 54,8 %.
Национальный состав
Согласно результатам переписи 2002 года, в национальной структуре населения русские составляли 77 % из 99 чел.